# Кубок Наследного принца Катара 2005
Кубок Наследного принца Катара 2005 года — 11-й розыгрыш Кубка Наследного принца Катара, проходивший с 16 по 22 апреля. В соревновании приняли участие 4 лучшие команды Катара по итогам Лиги звёзд Катара 2004/2005.

## Участники
- Аль-Гарафа : чемпион Лиги звёзд Катара 2004/2005
- Эр-Райян : 2-е место в Лиге звёзд Катара 2004/2005
- Аль-Хор : 3-е место в Лиге звёзд Катара 2004/2005
- Катар СК : 4-е место в Лиге звёзд Катара 2004/2005

## Детали матчей

### 1/2 финала
| Аль-Гарафа                            | 2 – 0 | Катар СК |
| ------------------------------------- | ----- | -------- |
| Себастьян Сория ? · Мухаммед Хубаил ? |       |          |

| Эр-Райян                  | 1 – 4 | Аль-Хор                                                                         |
| ------------------------- | ----- | ------------------------------------------------------------------------------- |
| Али бин Арабиа 41′ (пен.) |       | Юнис Махмуд 11′, 51′ (пен.) · Мубарак Мустафа 31′ · Али Джума Аль-Моханнади 80′ |

| Катар СК          | 1 – 1 | Аль-Гарафа          |
| ----------------- | ----- | ------------------- |
| Мухаммед Омар 53′ |       | Мухаммед Хубаил 44′ |

| Аль-Хор | 1 – 1 | Эр-Райян              |
| ------- | ----- | --------------------- |
| ??? 81′ |       | Хуссейн Али Ахмед 71′ |

### Финал
| Аль-Гарафа          | 1 – 2 | Аль-Хор              |
| ------------------- | ----- | -------------------- |
| Мухаммед Хубаил 80′ |       | Юнис Махмуд 3′, 104′ |

| Кубок Наследного принца Катара Победитель 2005 |
| ---------------------------------------------- |
| Аль-Хор 1-й титул                              |